# Бочоришвили, Мака
Мака Бочоришвили (груз. მაკა ბოჭორიშვილი, род. 15 августа 1978, Тбилиси) — грузинский политик, представляющий партию «Грузинская мечта — Демократическая Грузия». C 28 ноября 2024 года — министр иностранных дел Грузии.

## Биография
В 1999 году окончила Дипломатическую академию Грузии по специальности «Международные отношения/Дипломатия», в 2000 году — юридический факультет Тбилисского государственного университета. 
В 1999—2004 годах — стажёр, атташе, второй секретарь юридического департамента Министерства иностранных дел Грузии. В 2002—2005 годах работала преподавателем Дипломатической академии Грузии.
С 2005 по 2009 год — второй секретарь посольства Грузии в Бельгии и представительства Грузии в Европейском союзе (ЕС), в 2005 году — первый секретарь Международно-правового департамента МИД Грузии.
В 2009—2010 годах занимала должность руководителя отдела отношений между ЕС и Грузией Департамента европейской интеграции Министерства иностранных дел Грузии. С 2010 по 2014 год — советник посольства Грузии в Бельгии и представительства Грузии в Европейском союзе.
В 2013 году была удостоена грузинского Ордена Чести.
В 2014—2015 годах служила заместителем директора Департамента европейской интеграции МИД Грузии. В 2015—2017 годах — чрезвычайный и полномочный посланник при международных организациях в Вене, Австрия.
С 2017 по 2018 год занимала должность временного поверенного в делах Министерства иностранных дел Грузии. В 2018—2020 годах — чрезвычайный и полномочный посланник в Бельгии, глава представительства Грузии в ЕС.
На состоявшихся в 2020 году выборах избрана в парламент по списку партии «Грузинская мечта — Демократическая Грузия». В парламенте была председателем комитета по европейской интеграции и членом комитета по международным отношениям.
С 2020 года — член Политического совета «Грузинской мечты». В преддверии выборов 2024 года была выдвинута партией девятым номером в избирательном списке.
25 ноября 2024 года была представлена премьер-министром Ираклием Кобахидзе в качестве нового министра иностранных дел Грузии. Премьер-министр похвалил М. Бочоришвили как «опытного дипломата» и отметил её работу на посту председателя парламентского комитета по европейской интеграции: «С более чем 20-летним опытом дипломатической работы она хорошо подготовлена к руководству министерством. Она свободно владеет несколькими языками и награждена Орденом Чести».
28 ноября 2024 года была утверждена парламентом в качестве министра иностранных дел.
Первый официальный визит в статусе главы МИДа совершила 16 января 2025 года, посетив Азербайджан.
Помимо родного грузинского, также говорит на английском, русском, французском и итальянском языках. Имеет дочь.

## Политические взгляды

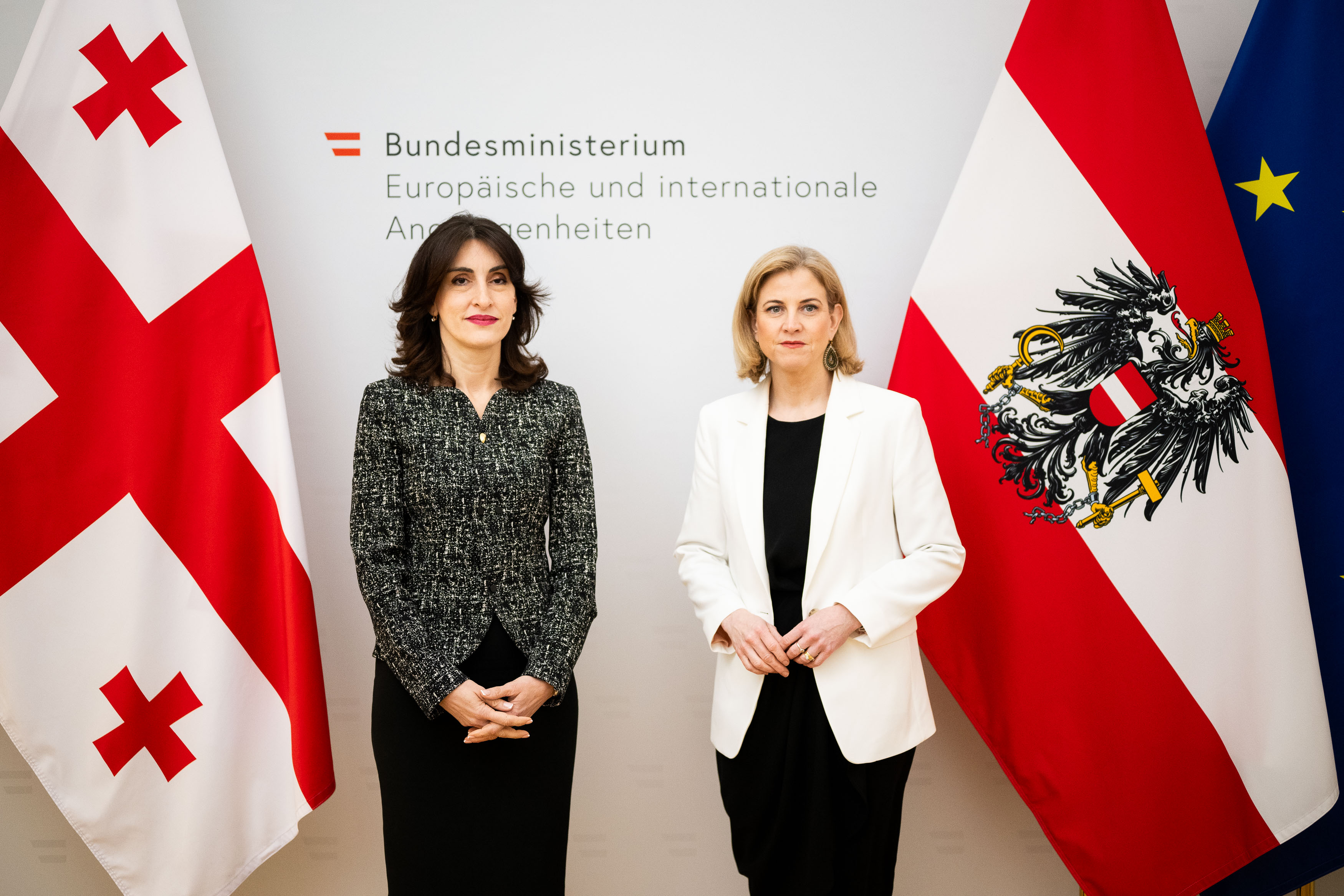
Во время встречи с министром иностранных дел Австрии Беате Майнль-Райзингер. Вена, 26 марта 2025 года

В ответ на принятие Европейским парламентом критической резолюции по Грузии в 2022 году заявила, что узкие группы пытаются «захватить» Европарламент для претворения в жизнь собственных политических интересов. 
В 2023 году, когда оппозиция обвинила «Грузинскую мечту» в стремлении дистанцироваться от Европейского союза и принимать законы по российским образцам, М. Бочоришвили парировала: «Европейский Союз — это не Советский Союз. Мы хотим членства в Европейском Союзе для защиты грузинской идентичности, достоинства, грузинского суверенитета и свободы будущих поколений Грузии, а не для того, чтобы стоять в углу».
После того как Европейская комиссия 30 октября 2024 года не рекомендовала начинать переговоры о вступлении Грузии в Евросоюз, политик объявила, что разговоры о прекращении европейской интеграции не имеют под собой оснований.
Одобрила «Закон об агентах», парламентская поддержка которого привела к протестам в 2023 и 2024 годах.